# 持田澄子
持田 澄子（もちだ すみこ、1952年5月 - ）は、日本の神経生理学者。東京医科大学名誉教授。

## 来歴
1952年5月 長野県須坂市生まれ。1968年3月 須坂市立相森中学校卒業、1971年3月 長野県長野西高等学校卒業、1975年3月 北里大学薬学部薬学科卒業。1975年4月 東京医科大学助手、1982年4月 東京医科大学より博士（医学）の学位（論文博士）を取得、1982年3月-1984年3月 カリフォルニア大学サンフランシスコ校博士研究員、1985年5月 東京医科大学講師、1988年10月-1990年11月 フランス国立科学研究センター（CNRS）特別研究員、1997年7月 東京医科大学助教授、2001年2月-2018年3月 東京医科大学教授、2004-2018年 東京薬科大学客員教授、2006-2011年 金沢大学客員教授、2008-2011年 上海交通大学医学部客員教授、2008-2012年 自然科学研究機構生理学研究所多次元共同脳科学推進センター客員教授、2018年4月-2022年3月 東京医科大学兼任教授、2018年4月 東京医科大学名誉教授。
2002-2007年 厚生科学審議会専門委員、2006年- 文科省企画評価会議協力者、2007-2011年 科学技術・学術審議会臨時委員、2012-2016年 自然科学研究機構生理学研究所運営会議委員。

## 主な研究業績
培養神経細胞間に形成されるモデルシナプスを用い、神経終末のタンパク質機能を阻害するペプチドや遺伝子を導入して、神経伝達物質の放出を制御するタンパク質群の機能を電気生理学的に解析。
1999年、猿橋賞を受賞。